# Pfinz-Entlastungskanal
Der Pfinz-Entlastungskanal verläuft in der Oberrheinebene zwischen Karlsruhe-Grötzingen und Leopoldshafen. Der 15,6 Kilometer lange Kanal leitet Hochwasser der Pfinz zum Rhein ab.

## Verlauf und Geschichte
Der Kanal entstand im Rahmen der Pfinz-Saalbach-Korrektion zwischen 1934 und 1936. Die Bauarbeiten wurden überwiegend von Angehörigen des Reichsarbeitsdienstes ausgeführt.
Der Pfinz-Entlastungskanal zweigt am Hühnerlochwehr in Grötzingen von der Pfinz ab. Bei Hagsfeld wird er von der Pfinz und wenig später von der Alten Bach in zwei Dükern unterquert. Am Karlsruher Wohngebiet Reitschulschlag fließt Wasser aus der Regenkanalisation des Stadtteils Waldstadt zu, das von einem Pumpwerk an den Jägerhausseen zum Kanal befördert wird. Im Hardtwald zweigt der nach Norden verlaufende Hirschkanal ab. In Eggenstein-Leopoldshafen stürzt das Wasser an einem Wehr in das Tiefgestade und fließt zwischen Hochwasserdämmen zum Rhein.
Gut einen Kilometer oberhalb der Mündung in den Rhein fließt dem Pfinz-Entlastungskanal von links der Albkanal zu. Im Landeswassergesetz für Baden-Württemberg ist der Mündungsbereich des Pfinz-Entlastungskanals als schiffbares Gewässer ausgewiesen. Der Kanal dient hier als Zufahrt für Kiesschiffe zum Baggersee Schmugglermeer. Zwei Brücken im Mündungsbereich wurden als Klapp- beziehungsweise Hubbrücke gebaut, um die notwendige Durchfahrtshöhe für Schiffe zu erreichen.
Bei Bau des Kanals wurden zwei Polder angelegt: Vom Pfinz-Entlastungskanal kann Hochwasser in das Waldgebiet Füllbruch, nördlich des Kanals zwischen der Pfinz und der Bundesautobahn 5 gelegen, geleitet werden. Der Retentionsraum mit einem Fassungsvermögen von zwei Millionen Kubikmetern entwässert in die Pfinz und wurde unter anderem bei einem Hochwasser im Dezember 1993 genutzt. Ein weiterer Retentionsraum mit einer Kapazität von 80.000 Kubikmetern befand sich bis Mitte der 1970er Jahre im Gewann Großer Saubruch im Hardtwald. Es wurde wegen eines nahegelegenen Wasserwerks der Stadt Karlsruhe aufgegeben.
Der Pfinz-Entlastungskanal kann ab dem Hühnerlochwehr in Grötzingen 145, ab dem Retentionsraum im Füllbruch 60 Kubikmeter Wasser pro Sekunde aufnehmen. Am Hühnerlochwehr wird der Abfluss in der Pfinz auf maximal fünf Kubikmeter pro Sekunde begrenzt.
Die große Einschnittstiefe des Kanals trug zur Grundwasserabsenkung im Gebiet der Pfinz-Saalbach-Korrektion bei. Um eine weitere Absenkung des Grundwassers zu vermeiden, wird der Pfinz-Entlastungskanal von mehreren Kulturwehren gestaut. Im Regelfall führt der Kanal nur wenig Wasser, so dass er laut dem Landschaftsplan des Nachbarschaftsverbandes Karlsruhe „eher einem Stillgewässer in Form einer Stauraumkette, als einem Fließgewässer“ ähnelt. Ein vom Umweltamt der Stadt Karlsruhe herausgegebener Naturführer nennt den Pfinz-Entlastungskanal „eine besonders extreme Ausprägung eines naturfernen Fließgewässers“, das durch geradlinigen Verlauf, durchgängig regelmäßigen Querschnitt, gepflasterte Ufer und fehlende Ufergehölze gekennzeichnet sei.

### LUBW
Amtliche Online-Gewässerkarte mit passendem Ausschnitt und den hier benutzten Layern: Lauf und Einzugsgebiet des Pfinz-Entlastungskanals

Allgemeiner Einstieg ohne Voreinstellungen und Layer: Daten- und Kartendienst der Landesanstalt für Umwelt Baden-Württemberg (LUBW) (Hinweise)
1. 1 2  
Höhe nach dem Höhenlinienbild auf dem Hintergrundlayer Topographische Karte oder dem Digitalen Geländemodell der Online-Gewässerkarte.
2. ↑  
Länge nach dem Layer Gewässernetz (AWGN).
3. ↑  
Einzugsgebiet nach dem Layer Basiseinzugsgebiet (AWGN).

### Andere Belege
1. ↑  
Heinz Fischer: Geographische Landesaufnahme: Die naturräumlichen Einheiten auf Blatt 169 Rastatt. Bundesanstalt für Landeskunde, Bad Godesberg 1967. → Online-Karte (PDF; 4,4 MB)
2. ↑  
Wassergesetz für Baden-Württemberg (WG) vom 3. Dezember 2013.
3. ↑  
Gismar Eck: Pfinz-Saalbach-Korrektion. In: Innenministerium Baden-Württemberg (Hrsg.): Wasserwirtschaft in Baden-Württemberg. Wasserversorgung, Abwasserbeseitigung, Flussbau, Talsperrenbau, landwirtschaftlicher Wasserbau, Verwaltung, Organisation. Verwaltungs-Verlag, München 1969, S. 153–156, hier S. 155.
4. ↑  
Stadt Karlsruhe: Anpassung an den Klimawandel. Bestandsaufnahme und Strategie für die Stadt Karlsruhe. (Memento vom 21. November 2015 im Internet Archive) Karlsruhe 2013, S. 126 (pdf, 19.2 MB).
5. ↑  
Nachbarschaftsverband Karlsruhe: Landschaftsplan 2010. Erläuterungsbericht. (Memento vom 26. Mai 2012 im Internet Archive) (PDF, 7,2 MB, abgerufen am 17. März 2012), S. 2/14.
6. ↑  
Umweltamt der Stadt Karlsruhe (Hrsg.): Naturführer Bruchwald. Station 5 (online).